# Ellisembia leptospora
Ellisembia leptospora är en svampart som först beskrevs av Sacc. & Roum., och fick sitt nu gällande namn av W.P. Wu 2005. Ellisembia leptospora ingår i släktet Ellisembia, klassen Sordariomycetes, divisionen sporsäcksvampar och riket svampar.   Inga underarter finns listade i Catalogue of Life.